# Złoczew (gemeente)
De gemeente Złoczew is een stad- en landgemeente in het Poolse woiwodschap Łódź, in powiat Sieradzki.
De zetel van de gemeente is in Złoczew.
Op 30 juni 2004 telde de gemeente 7486 inwoners.

## Oppervlakte gegevens
In 2002 bedroeg de totale oppervlakte van gemeente Złoczew 118,02 km², waarvan:
- agrarisch gebied: 68%
- bossen: 23%

De gemeente beslaat 7,92% van de totale oppervlakte van de powiat.

## Demografie
Stand op 30 juni 2004:
| Omschrijving                   | Totaal | Totaal | Vrouwen | Vrouwen | Mannen | Mannen |
| ------------------------------ | ------ | ------ | ------- | ------- | ------ | ------ |
| eenheid                        | aantal | %      | aantal  | %       | aantal | %      |
| inwoners                       | 7486   | 100    | 3797    | 50,7    | 3689   | 49,3   |
| bevolkingsdichtheid (inw./km²) | 63,4   | 63,4   | 32,2    | 32,2    | 31,3   | 31,3   |

In 2002 bedroeg het gemiddelde inkomen per inwoner 1319,31 zł.

## Administratieve plaatsen (sołectwo)
Biesiec, Borzęckie, Broszki, Bujnów, Czarna, Dąbrowa Miętka, Emilianów, Gronówek, Grójec Mały, Grójec Wielki, Kamasze, Łeszczyn, Miklesz, Potok, Stanisławów, Stolec, Szklana Huta, Uników, Wandalin, Zapowiednik.

## Overige plaatsen
Burdynówka, Łagiewniki, Pieczyska, Robaszew, Wilkołek Unikowski.

## Aangrenzende gemeenten
Brąszewice, Brzeźnio, Burzenin, Klonowa, Konopnica, Lututów, Ostrówek